# Fritz Bondroit
Fritz Bondroit   (Herford, 26 de març de 1912 - Burscheid, 19 de setembre de 1974) fou un piragüista alemany que va competir durant la dècada de 1930.
El 1936 va prendre part en els Jocs Olímpics de Berlín on, fent parella amb Ewald Tilker, guanyà la medalla de plata en la competició del K-2, 1.000 metres del programa de piragüisme. En el seu palmarès també destaca un campionat europeu de K-2, 1.000 metres el 1934 i dos campionats alemanys, el 1934 i 1935 de K-2.